# Туннельный эффект
Тунне́льный эффект, туннели́рование — преодоление микрочастицей потенциального барьера в случае, когда её полная энергия (остающаяся при туннелировании неизменной) меньше высоты барьера. Туннельный эффект — явление исключительно квантовой природы, невозможное в классической механике и даже полностью противоречащее ей. Аналогом туннельного эффекта в волновой оптике может служить проникновение световой волны внутрь отражающей среды (на расстояния порядка длины световой волны) в условиях, когда, с точки зрения геометрической оптики, происходит полное внутреннее отражение. Явление туннелирования лежит в основе многих важных процессов в атомной и молекулярной физике, в физике атомного ядра, твёрдого тела и т. д.

## Квантовомеханическое описание сути эффекта
Согласно классической механике, частица может находиться лишь в тех точках пространства, в которых её потенциальная энергия {\displaystyle U} меньше полной. Это следует из того обстоятельства, что кинетическая энергия частицы
{\displaystyle E_{kin}={\frac {p^{2}}{2m}}=E-U}
не может (в классической физике) быть отрицательной, так как в таком случае импульс будет мнимой величиной. То есть, если две области пространства разделены потенциальным барьером, таким, что {\displaystyle {U}>{E}}, просачивание частицы сквозь него в рамках классической теории оказывается невозможным.
В квантовой же механике факт мнимого значения импульса частицы не является нонсенсом. Скажем, уравнение Шрёдингера с постоянным потенциалом {\displaystyle U(x)} = const, в одномерном случае записываемое как
{\displaystyle {\frac {{{\rm {d}}^{2}}{\psi }}{{{\rm {d}}{x}}^{2}}}+{\frac {2m}{{\hbar }^{2}}}{\left({E}-{U}\right)}{\psi }=0,}
где {\displaystyle \psi } — искомая волновая функция, {\displaystyle x} — координата, {\displaystyle {\hbar }} — редуцированная постоянная Планка, {\displaystyle m} — масса частицы, имеет решение
{\displaystyle {\psi }=A\exp {\left(i\,{\frac {p}{\hbar }}\,x\right)+B\exp \left(-i\,{\frac {p}{\hbar }}\,x\right)},\quad p={\sqrt {2m\left(E-U\right)}}}.
Это решение относится к ситуации как {\displaystyle E>U}, так и {\displaystyle E<U}. Во втором, невозможном в классической механике, случае, под экспонентами окажется вещественная величина из-за мнимого импульса — физически, такое решение описывает затухание или усиление волны с координатой. Конкретизация определяется граничными условиями.
Ненулевые значения {\displaystyle |\psi (x)|^{2}} при {\displaystyle E<U} указывают на наличие некоторой вероятности попадания частицы в классически недоступную область, именуемую в данном контексте барьером. Если область бесконечно толстая (полупространство), происходит затухание волновой функции с характерной глубиной. Если же барьер имеет конечную толщину, сопоставимую с этой глубиной, то затухание прекращается за пределами барьера — и волновая функция прошедшей волны соответствует дальнейшему распространению, хотя и с меньшей амплитудой (показано на рис.).
В процессе туннелирования сохраняются полная энергия частицы {\displaystyle E} и компонента её импульса {\displaystyle \,{\vec {p}}_{\bot }} в плоскости {\displaystyle yz}, перпендикулярной к направлению туннелирования:
{\displaystyle E={\rm {{const},\quad {\vec {p}}_{\bot }={\rm {const}}}}}.
Выше при рассмотрении одномерного случая предполагалось {\displaystyle p_{\bot }=0}; если же {\displaystyle p_{\bot }\neq 0}, то в выражении для {\displaystyle \psi } надо было бы заменить {\displaystyle p} на {\displaystyle p_{x}=[2m\left(E-U\right)-p_{\bot }^{2}]^{1/2}}. Невыполнение правил сохранения возможно только при действии диссипативных сил, нарушающих «чистоту» туннельного процесса.

## Коэффициент прохождения через барьер
Пусть имеется движущаяся частица, на пути которой встречается потенциальный барьер {\displaystyle U(x)}, а до и после него {\displaystyle U=0}. Пусть, далее, начало барьера совпадает с началом координат, а «ширина» барьера равна {\displaystyle a}.
Тогда для первой (до барьера) и третьей (после) областей уравнение Шредингера даёт решение в виде суммы двух экспонент с вещественными показателями:
{\displaystyle {{\psi }_{I}}={A_{1}}\exp {\left(ikx\right)}+{B_{1}}\exp {\left(-ikx\right)}},
{\displaystyle {{\psi }_{III}}={A_{3}}\exp {\left(ik(x-a)\right)}+{B_{3}}\exp {\left(-ik(x-a)\right)}},
в то время как для второй области (барьера) решение {\displaystyle \psi _{II}(x)} может быть сложным и определяется видом профиля {\displaystyle U(x)}. Здесь
{\displaystyle k={\sqrt {\frac {2mE}{\hbar ^{2}}}}}.
Так как слагаемое {\displaystyle {B_{3}}\exp {\left(-ik(x-a)\right)}} описывает отражённую волну, идущую из плюс бесконечности, которая в области III отсутствует, надо положить {\displaystyle {B_{3}}=0}.
Коэффициент прозрачности (коэффициент прохождения) барьера равняется модулю отношения плотности потока прошедших частиц к плотности потока упавших:
{\displaystyle T={\frac {j_{III}}{j_{I}}}}.
Для определения потока частиц используется следующая формула:
{\displaystyle {j}={\frac {i{\hbar }}{2m}}{\left({\frac {{\partial }{{\psi }^{*}}}{{\partial }x}}{\psi }-{\frac {{\partial }{\psi }}{{\partial }x}}{{\psi }^{*}}\right)}},
где знак * обозначает комплексное сопряжение. Подставляя в эту формулу волновые функции, указанные выше, получим:
{\displaystyle {T}={\frac {|{A_{3}}|^{2}}{|{A_{1}}|^{2}}}}.
Следовательно, для определения коэффициента прохождения {\displaystyle T} требуется знать 
{\displaystyle A_{1}} и {\displaystyle A_{3}}.

### Прямоугольный потенциальный барьер
В случае простейшего прямоугольного барьера {\displaystyle U(x)=U_{0}} при {\displaystyle 0<x<a} волновая функция в барьере имеет вид:
{\displaystyle {{\psi }_{II}}={A_{2}}\exp {\left(-{\kappa }x\right)}+{B_{2}}\exp {\left({\kappa }x\right)},}
где {\displaystyle \kappa ={\sqrt {{\frac {2m}{\hbar ^{2}}}{\left({U_{0}-E}\right)}}}} — волновое число.
При аналитическом расчёте предэкспоненциальных множителей в выражениях для {\displaystyle \psi _{I},} {\displaystyle \psi _{II},} {\displaystyle \psi _{III}} используются «условия сшивки функций»: требования непрерывности {\displaystyle \psi } и их производных {\displaystyle d\psi /dx} на обоих стыках.
После выполнения математических выкладок получается:
{\displaystyle T={\frac {1}{1+{\frac {U_{0}^{2}}{4E\left(U_{0}-E\right)}}\sinh ^{2}(\kappa a)}}.}
Запись этой формулы более естественна для случая {\displaystyle E<U_{0}.} Но формула справедлива и при надбарьерном прохождении при {\displaystyle E>U_{0},} при этом гиперболический синус можно заменить на обычный через формулу {\displaystyle \sinh(is)=i\sin s}.
Из анализа формулы для {\displaystyle T} ясно, что в отличие от классического случая, во-первых, прохождение возможно и при {\displaystyle E<U_{0}}, а во-вторых, прохождение при {\displaystyle E>U_{0}} не гарантировано (см. рисунок).
В целом, для энергий ниже {\displaystyle U_{0},} для того, чтобы коэффициент прозрачности имел ощутимые значения, барьер должен быть тонким и невысоким.
В случае {\displaystyle E\ll U_{0},} когда коэффициент прохождения мал, формула преобразуется в:
{\displaystyle T={\frac {16(U_{0}-E)E}{U_{0}^{2}}}\cdot \exp \left(-{\frac {2a{\sqrt {2m(U_{0}-E)}}}{\hbar }}\right),}
где предэкспоненциальный множитель нередко можно считать близким к единице и опустить.

### Потенциальный барьер произвольной формы
Потенциальный барьер произвольной формы {\displaystyle U(x)} можно мысленно разбить на систему стоящих впритык друг к другу прямоугольных барьеров малой ширины {\displaystyle \Delta x} c потенциальной энергией {\displaystyle U_{i}.} Если пренебречь отражениями на стыках, то коэффициент прохождения такой системы можно вычислить как произведение коэффициентов прохождения всех барьеров из разбиения.
{\displaystyle T=\prod T_{i}=\prod \exp \left(-{\frac {2{\sqrt {2m(U_{i}-E)}}}{\hbar }}\Delta x\right)=\exp \left(-\sum {\frac {2{\sqrt {2m(U_{i}-E)}}}{\hbar }}\Delta x\right).}
Предэкспоненциальный множитель был приравнен единице. Если в последнем выражении устремить {\displaystyle \Delta x} к нулю и перейти от суммирования к интегрированию, получится:
{\displaystyle T=\exp \left(-{\frac {2}{\hbar }}\int \limits _{x_{1}}^{x_{2}}{\sqrt {2m(U(x)-E)}}\,{\rm {{d}x}}\right),}
где {\displaystyle x_{1}} и {\displaystyle x_{2}} находятся из условия: {\displaystyle {U(x_{1})}={U(x_{2})}=E.}
Более обоснованно данная формула может быть выведена посредством так называемого квазиклассического приближения (оно же приближение Вентцеля — Крамерса — Бриллюэна).

## Упрощённое объяснение
Туннельный эффект можно объяснить соотношением неопределённостей, записанным в виде:
{\displaystyle \Delta x\Delta p\geqslant {\frac {\hbar }{2}}},
оно показывает, что при ограничении квантовой частицы в пространстве, то есть увеличении её определённости по x, её импульс p становится менее определённым. Случайным образом неопределённость импульса {\displaystyle \Delta p} может добавить частице энергии для преодоления барьера. Таким образом, с некоторой вероятностью квантовая частица может проникнуть через барьер. Эта вероятность тем больше, чем меньше масса частицы, чем у́же потенциальный барьер и чем меньше энергии недостаёт частице, чтобы достичь высоты барьера, средняя энергия проникшей частицы при этом останется неизменной.
Полная энергия системы складывается из кинетической и потенциальной и поэтому при сохранении полной энергии, для частицы, находящейся под потенциальным барьером, кинетическая энергия должна быть отрицательна. Это кажущееся противоречие разрешается с использованием следующего рассмотрения. Нельзя разделить полную энергию на две, кинетическую и потенциальную, так как из этого следует, что для частицы известен импульс и координата, что невозможно из принципа неопределённости. Ограничивая положение частицы областью под барьером, нужно учитывать также неопределённость импульса. Из формулы для коэффициента прохождения через барьер следует, что частицы проходят через потенциальный барьер заметным образом лишь при его толщине {\displaystyle l}, определяемой приближённым равенством
{\displaystyle {\frac {2}{\hbar }}{\sqrt {2m{\left(U_{m}-E\right)}}}l\approx 1}.
Здесь {\displaystyle U_{m}} — максимальная высота барьера. Для обнаружения частицы внутри потенциального барьера мы должны измерить её координату с точностью, не превышающей глубину её проникновения {\displaystyle \Delta x<l}. Из принципа неопределённости следует, что в этом случае импульс частицы приобретает дисперсию
{\displaystyle {\overline {\Delta p^{2}}}>{\frac {\hbar ^{2}}{4{\overline {\Delta x^{2}}}}}={\frac {\hbar ^{2}}{4l^{2}}}}.
Величину {\displaystyle l} можно найти из формулы {\displaystyle {\frac {2}{\hbar }}{\sqrt {2m{\left(U_{m}-E\right)}}}l\approx 1}, в результате получаем
{\displaystyle {\frac {\overline {\Delta p^{2}}}{2m}}>U_{m}-E}.
Таким образом, кинетическая энергия частицы при прохождении через барьер увеличивается на величину, требуемую для прохождения барьера, в результате появления неопределённости её импульса, определяемой принципом неопределённости в результате неопределённости измерения её координаты. Это выражение также можно получить из соотношения неопределённости для энергии-времени {\displaystyle \Delta E\Delta t\geqslant \hbar /2}.

## Примеры проявления туннельного эффекта

### О многообразии сфер проявления
Туннельный эффект, при универсальности его теории, проявляется в весьма разнообразных физических системах. Конкретные виды систем различаются способом создания профиля потенциальной энергии {\displaystyle U(x)} (в неодномерных случаях {\displaystyle U({\vec {r}})}) и типом туннелирующих частиц. Скажем, в эффекте Джозефсона через диэлектрическую плёнку между сверхпроводниками туннелируют так называемые куперовские пары. В случае альфа-распада туннелирующими частицами являются ядра атомов гелия (альфа-частицы), а координатная зависимость потенциальной энергии «с барьером» образуется за счёт сильных ядерных сил.

### Примеры в твердотельной электронике
Важным случаем туннелирования является перенос электронов в структурах, содержащих полупроводниковые или диэлектрические слои. Как известно из зонной теории твёрдого тела, электрон в таких материалах может иметь не любую энергию, а только ниже некоторого значения {\displaystyle E_{v}} или выше некоторого другого {\displaystyle E_{c}.} Область {\displaystyle E_{v}\ldots E_{c}} называется запрещённой {\displaystyle (E_{g})} и обычно составляет несколько эВ. В однородном материале без приложения электрического напряжения профили {\displaystyle E_{v}(x),} {\displaystyle E_{c}(x)} являются горизонтальными линиями (на рисунке — а). Однако, при наличии нескольких слоёв возникают скачки {\displaystyle E_{v}} и {\displaystyle E_{c}} на стыках, то есть создаётся барьер (на рисунке — b, d). Барьеры также могут возникать или изменяться в присутствии электрического поля, вызывающего изгиб/наклон {\displaystyle E_{v}(x),} {\displaystyle E_{c}(x)} (на рисунке — с). Для протекания туннельного тока необходимо наличие разницы в энергиях Ферми {\displaystyle E_{F}} слева и справа от барьера.
Существует много имеющих практическое значение структур и твёрдотельных приборов с подобными профилями энергии краёв разрешённой зоны (на рисунке — b, d). Среди структур обсуждаемого класса:
- большинство типов полевых транзисторов с изолированным затвором, структуры полупроводник (часто поликристаллический кремний polySi) — диэлектрик (часто SiO2) — полупроводник (часто Si);
- туннельный диод (две полупроводниковые области в условиях, когда {\displaystyle E_{v}} в одной из них выше, чем {\displaystyle E_{c}} в другой, на рисунке —  c);
- системы с тонкими оксидными плёнками, покрывающими ряд металлов (в частности, алюминий), туннелирование носителей зарядов через такие плёнки (средний рис. d) обеспечивает проводимость точек механического соединения проводников (скрутки проводов, зажимы, джамперы);
- системы, в которых реализуется автоэлектронная эмиссия — туннелирование электронов сквозь потенциальный барьер из твёрдого тела в вакуум при большой напряжённости электрического поля у его поверхности (правый на рисунке — d);
- различные туннельные приборы на основе гетероструктур, в том числе резонансно-туннельные диоды.

Ниже более подробно представлены «обычный» туннельный диод и резонансный.

#### Туннельный диод
Туннельный диод — это разновидность полупроводникового диода (p-n-перехода), особенностью которого является сильное, до вырождения, легирование p- и n- частей. При таком легировании, энергетическое перекрытие валентной зоны p-части и зоны проводимости n-части имеет место не только при обратном («-» на p) напряжении, но и при малых значениях прямого («+» на p). Кроме того, обеднённая область, формирующаяся вблизи границы перехода, оказывается значительно более узкой, чем при слабом легировании, и, как следствие, туннельно-проницаемой. При увеличении от нуля напряжения любой полярности происходит быстрое нарастание тока из-за эффекта туннелирования электронов между зоной проводимости n-части и валентной зоной p-части. Наиболее значим режим прямого смещения: туннелирование при такой полярности продолжается до напряжения, при котором край валентной зоны p-части (за пределами области обеднения) и край зоны проводимости n-части (тоже за пределами области обеднения) сравниваются по энергии. При более высоких прямых напряжениях диод работает в обычном режиме.
Благодаря туннельному процессу, прямая вольт-амперная характеристика туннельного диода является N-образной и обладает участком отрицательного дифференциального сопротивления — на котором ток уменьшается с увеличением напряжения. К тому же туннелирование является быстрым процессом. Эти свойства туннельного диода используются в некоторых приложениях, например в высокочастотных устройствах, где характерная вероятность туннелирования изменяется с той же частотой, что и напряжение смещения.

#### Резонансно-туннельный диод
Резонансно-туннельный диод (РТД) также демонстрирует N-образную характеристику, но механизм квантового туннелирования в нём иной. Такой диод обладает резонансным напряжением, которому соответствует большой ток, что достигается в структуре с двумя размещёнными очень близко друг к другу тонкими барьерами (профиль края зоны проводимости имеет вид барьер—яма—барьер). В потенциальной яме для носителей тока имеется набор дискретных энергетических уровней. Когда самый низкий квазистационарный уровень ямы лежит выше по энергии, чем типичная энергия электронов в эмиттирующем контакте, туннелирование крайне слабо и тока через диод почти нет. Как только при повышении прикладываемого напряжения эти энергии сравняются, электроны будут протекать как по проводнику. По мере дальнейшего увеличения напряжения происходит отстройка от условия резонанса и туннелирование становится значительно менее вероятным. Ток через РТД уменьшается и остаётся малым, до тех пор пока не выполнится условие резонансного прохождения через второй уровень энергии.

## История и исследователи
Открытию туннельного эффекта предшествовало открытие А. Беккерелем в 1896 году радиоактивного распада, изучение которого продолжили супруги Мария и Пьер Кюри, в 1903 году получившие за свои исследования Нобелевскую премию. На основе их исследований в следующее десятилетие была сформулирована теория радиоактивного полураспада, вскоре подтверждённая экспериментально.
В то же время, в 1901 году, молодой учёный Роберт Френсис Эрхарт (Robert Francis Earhart), исследовавший с помощью интерферометра поведение газов между электродами в различных режимах, неожиданно получил необъяснимые данные. Ознакомившись с результатами экспериментов, известный учёный Д. Томсон предположил, что здесь действует ещё не описанный закон, и призвал учёных к дальнейшим исследованиям. В 1911 и в 1914 годах один из его аспирантов, Франц Розер (Franz Rother), повторил опыт Эрхарта, используя для измерений вместо интерферометра более чуткий гальванометр, и определённо зафиксировал возникающее между электродами необъяснимое стационарное поле электронной эмиссии. В 1926 всё тот же Розер использовал в опыте новейший гальванометр с чувствительностью 26 pA и зафиксировал стационарное поле электронной эмиссии, возникающее между близко расположенными электродами даже в глубоком вакууме.
В 1927 году немецкий физик Фридрих Хунд стал первым, кто математически выявил «туннельный эффект» при расчётах покоя двухъямного потенциала. В том же году Леонид Мандельштам и Михаил Леонтович, анализируя следствия тогдашнего «нового» волнового уравнения Шрёдингера, независимо опубликовали работу, где представили более общее рассмотрение этого явления. В 1928 году независимо друг от друга формулы туннельного эффекта применили в своих работах русский учёный Георгий Гамов (который знал об открытиях Мандельштама и Леонтовича) и американские учёные Рональд Гёрни и Эдвард Ко́ндон при разработке теории альфа-распада. Оба исследования одновременно решали уравнение Шрёдингера для модели ядерного потенциала и математически обосновывали связь между радиоактивным полураспадом частиц и их радиоактивным излучением вероятностью туннелирования.
Посетив семинар Гамова, немецкий учёный Макс Борн успешно развил его теорию, предположив, что «эффект туннелирования» не ограничивается сферой ядерной физики, а имеет гораздо более широкое действие, поскольку возникает по законам квантовой механики и, таким образом, применим для описания явлений во многих других системах. При автономной эмиссии из металла в вакуум, к примеру, по «закону Фаулера — Нордгейма», сформулированного в том же 1928 году.
В 1957 году изучение полупроводников, развитие транзисторных и диодных технологий, привели к открытию туннелирования электронов в механических частицах. В 1973 году американец Дэвид Джозефсон получил Нобелевскую премию по физике «За теоретическое предсказание свойств тока сверхпроводимости, проходящего через туннельный барьер», вместе с ним премии удостоились японец Лео Эсаки и норвежец Ивар Гиевер «За экспериментальные открытия туннельных явлений в полупроводниках и сверхпроводниках соответственно». В 2016 году было открыто и «квантовое туннелирование воды».